# 오징어순대
오징어순대는 돼지의 곱창 대신 오징어의 속에 소를 넣어 찐 음식이다. 강원특별자치도의 향토음식으로, 속초시의 특산물이기도 하다.

## 역사
한국 전쟁 이전에 함경도에서는 식은 밥과 시래기 등 남은 식재료를 오징어에 채워 넣고 찐 뒤 썰어 먹었으나, 1960년대 전후 속초에서는 당면, 찹쌀, 여러 가지 채소 등을 오징어에 채워 넣고 찐 뒤 썰어 먹는 방식으로 바뀌었다.

## 만들기
가르지 않은 오징어 몸통에서 내장을 들어내고, 속에 소를 넣어 찜통에 쪄 만든다. 소는 오징어 다리, 쇠고기, 풋고추, 파, 마늘, 두부, 숙주나물 등을 다져 넣고 달걀물을 섞어 만든다. 소를 채운 뒤 나무 꼬치를 찔러 입구를 막아 찌며, 익으면 둥글게 썰어서 초장에 찍어 먹는다.

## 사진 갤러리

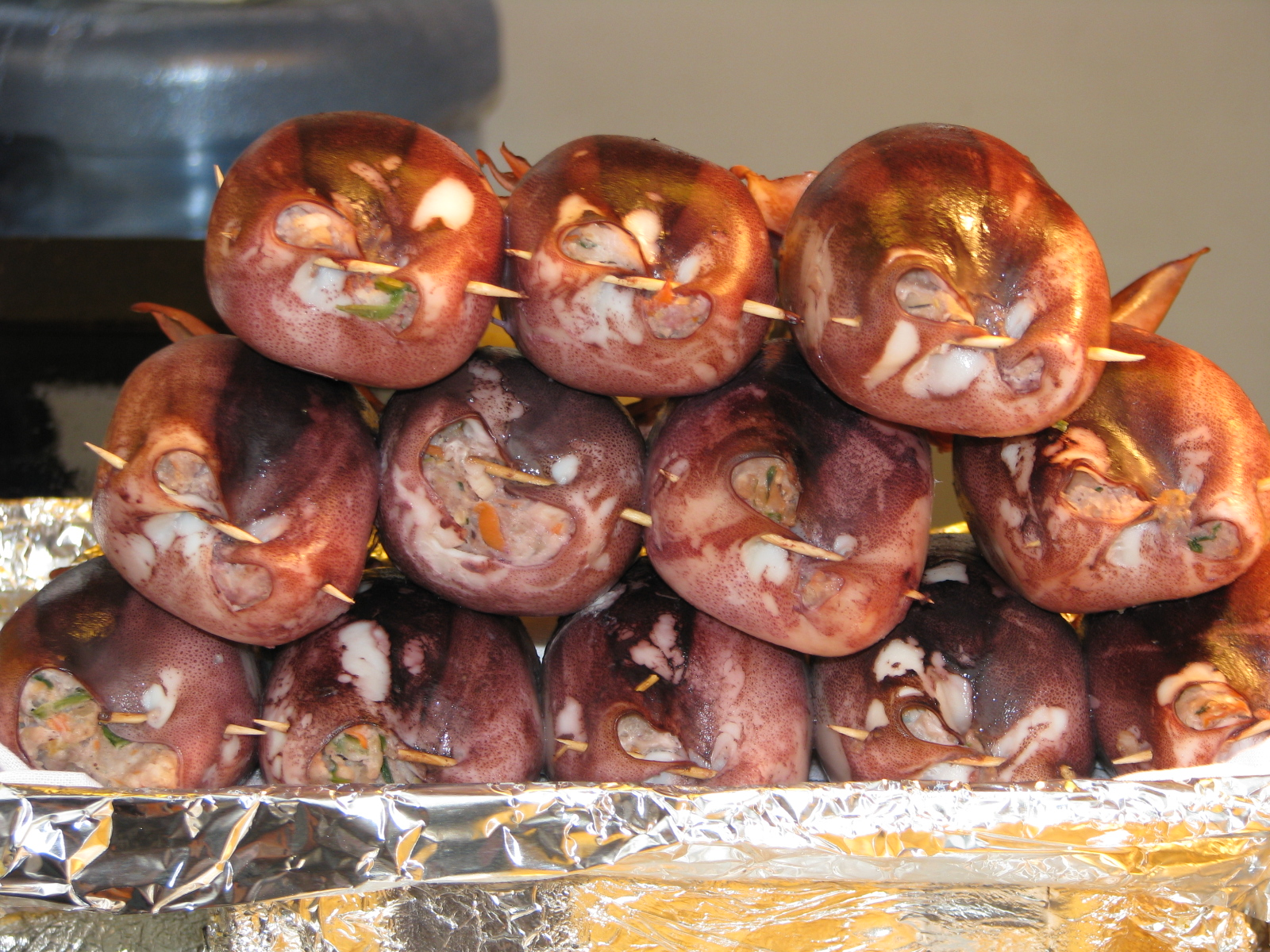
썰기 전의 오징어순대
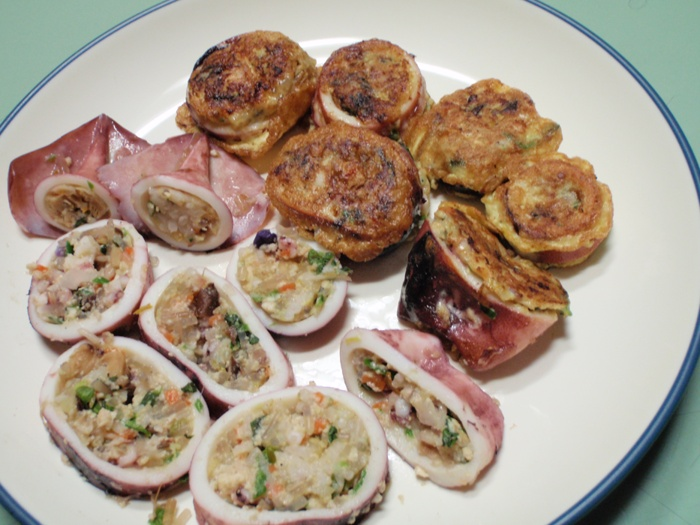
썰어 낸 오징어순대
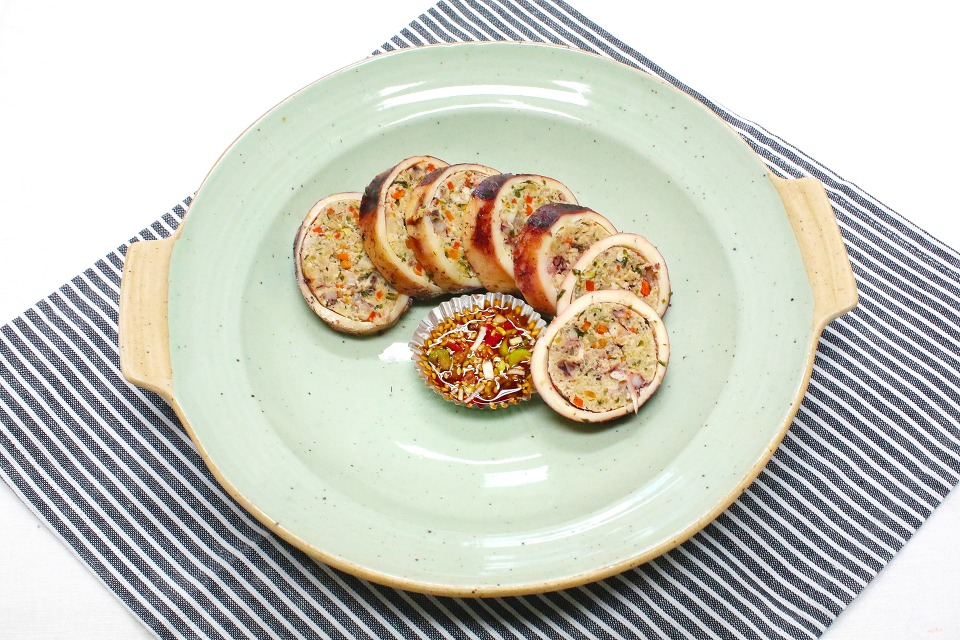
썰어 낸 오징어순대 2

## 같이 보기
- 명태순대